# MacGregors honingeter
MacGregors honingeter (Macgregoria pulchra) is een zangvogel uit de superfamilie Meliphagoidea (honingeters en verwanten). Hij is de enige soort in het geslacht Macgregoria. Deze vogel is genoemd naar zijn ontdekker, de Schotse bestuurder van Brits-Nieuw-Guinea en amateur-natuuronderzoeker William MacGregor (1846-1919). 

## Beschrijving
MacGregors honingeter is een grote zwarte vogel (tot 40 cm lang) die op een kraai lijkt (maar daar geen verwantschap mee heeft) met aan zijn kop grote oranjegele lellen en ook okergeel op de vleugel (op de handpennen). Mannetje en vrouwtje verschillen niet zo veel.

## Verspreiding en leefgebied
De soort telt twee ondersoorten:
- M. p. carolinae: westelijk en centraal Nieuw-Guinea.
- M. p. pulchra: zuidoostelijk Nieuw-Guinea.

M. p. carolinae komt voor in Papoea (Indonesië) in de hoogste regionen (boven de 3000 meter boven de zeespiegel) van het Maokegebergte (vóór 1963 het Sneeuwgebergte) en de hoogste aansluitende delen van Papoea-Nieuw-Guinea. M. p. pulchra komt voor in het hooggebergte in het zuidoosten van Papoea-Nieuw-Guinea zoals de Wharton Range en het Owen Stanley-gebergte.
Het leefgebied bestaat uit subalpien bos omzoomd door grasland. Het verspreidingsgebied is erg verbrokkeld en er is geen uitwisseling tussen subpopulaties.

## Status
Op de meeste plaatsen in het gebergte is MacGregors honingeter zeer zeldzaam (er zijn maar weinig waarnemingen), maar er is ook een plek waar de vogel algemeen is en bovendien vrij tam, omdat de bescherming van deze vogel onderdeel is van de plaatselijke cultuur. Volgens de IUCN is MacGregors honingeter kwetsbaar en loopt het risico om de status van bedreigde diersoort te krijgen. Handel (levend, dood of in onderdelen) in deze vogelsoort is volgens de overeenkomst inzake de internationale handel in bedreigde soorten wilde dieren en planten (het CITES-verdrag) verboden.

## Taxonomie
Lange tijd werd deze vogel gerekend tot de familie van de paradijsvogels en beschouwd als een verwant aan de paradijskraaien uit het geslacht Manucodia. DNA-onderzoek naar de taxonomie van de vogels in de 21ste eeuw wees uit dat deze vogel helemaal niet verwant was aan de paradijsvogels, maar behoorde tot een andere clade binnen de zangvogels, de Meliphagoidea (honingeters).